# Wilfred Ndidi
Onyinye Wilfred Ndidi (* 16. Dezember 1996 in Lagos) ist ein nigerianischer Fußballspieler. Er wird meist als defensiver Mittelfeldspieler eingesetzt und steht seit 2025 bei Beşiktaş Istanbul unter Vertrag.

## Vereinskarriere

### Genk (2015–2017)
Wilfred Ndidi begann seine Karriere in seiner Heimat Nigeria bei Nath Boys FC und verließ im Alter von 18 Jahren Nigeria und wechselte zur Winterpause der Saison 2014/15 in die Pro League zum KRC Genk. Sein Debüt für die Belgier gab er am 31. Januar 2015 beim Liga-Spiel gegen RSC Charleroi. Bei der 0:1-Niederlage wurde er von Trainer Alex McLeish in der Startelf aufgeboten und wurde in der 74. Minute ausgewechselt.
In seiner zweiten Saison in Genk erzielte er am 15. Januar 2016 sein erstes Tor für den Verein. Beim 2:1-Sieg im Liga-Spiel gegen SV Zulte Waregem erzielte er in der 16. Minute die zwischenzeitliche 1:0-Führung. In der Saison konnte er sich mit seiner Mannschaft für die Europa-League-Qualifikation in der Saison 2016/17 qualifizieren. Sein Debüt im internationalen Vereinsfußball, gab er am 14. Juli 2016 in der 2. Qualifikationsrunde der Europa League. Beim 2:0-Sieg gegen Budućnost Podgorica wurde er von Trainer Peter Maes über die gesamte Spielzeit eingesetzt.
Nachdem sich der KRC Genk über die Europa-League-Qualifikation für die Europa League 2016/17 qualifizieren konnte, debütierte er in der Europa League am 15. September 2016 über die gesamte Spielzeit bei der 2:3-Niederlage gegen Rapid Wien. Sein erstes Tor im internationalen Vereinsfußball erzielte er am 20. Oktober 2016. Beim gegen Athletic Bilbao in der Europa League erzielte er in der 83. Minute den 2:0-Endstand.

### Leicester City (2017–2025)
Am 3. Januar 2017 wechselte Wilfred Ndidi als Winterneuzugang zum damaligen englischen Meister Leicester City in die Premier League. Unter Trainer Claudio Ranieri gab er bereits am 7. Januar 2017 sein Debüt für seinen neuen Verein. Beim 2:1-Sieg im FA-Cup-Spiel gegen den FC Everton wurde er über die gesamte Spielzeit eingesetzt. Wenige Tage später gab er am 14. Januar 2017 sein Debüt in der Premier League bei der 0:3-Niederlage gegen den FC Chelsea. Sein erstes Tor für seinen neuen Verein erzielte er am 1. April 2017 beim Liga-Spiel gegen Stoke City. In der 25. Minute erzielte er beim 2:0-Sieg die zwischenzeitliche 1:0-Führung.
Für Leicester City debütierte er in der Champions League am 22. Februar 2017 beim Hinspiel des Achtelfinales gegen Sevilla FC. Bei der 1:2-Niederlage wurde er über die gesamte Spielzeit eingesetzt. Durch einen Sieg im Rückspiel qualifizierte er sich mit Leicester für das Viertelfinale, wo sie gegen Atlético Madrid aus dem Wettbewerb ausschieden.

### Beşiktaş Istanbul (ab 2025)
Am 8. August 2025 verkündete der türkische Erstligist Beşiktaş Istanbul die Verpflichtung von Ndidi für eine Ablösesumme von 8 Millionen Euro.

## Nationalmannschaftskarriere
Nachdem er bereits in der Nigerianischen U-20-Fußballnationalmannschaft mehrfach eingesetzt worden war, debütierte er am 8. Oktober 2015 für die nigerianische Fußballnationalmannschaft beim Freundschaftsspiel gegen die Demokratische Republik Kongo. Bei der 0:2-Niederlage wurde er von Nationaltrainer Sunday Oliseh in der 83. Minute für Ogenyi Onazi eingewechselt. Sein Pflichtspieldebüt für Nigeria gab er am 3. September 2016 bei der Afrika-Cup-Qualifikation gegen Tansania. Beim 1:0-Sieg wurde er von Nationaltrainer Gernot Rohr in der 63. Minute für John Obi Mikel eingewechselt.
Bei der Weltmeisterschaft 2018 wurde er von Nationaltrainer Gernot Rohr in den WM-Kader Nigerias. Er schied mit der Mannschaft nach Niederlagen gegen Kroatien und Argentinien und einem Sieg gegen Island als Dritter der Gruppe D in der Gruppenphase aus. Ndidi kam in allen drei Partien zum Einsatz.